# Tullo Ostilio
Tullo Ostilio (lat. Tullus Hostilius; ... – 641 a.C.) è stato il terzo Re di Roma, appartenente alla Gens Hostilia, che dovrebbe essere ricompresa tra le cento gentes originarie ricordate da Tito Livio. Fu il successore di Numa Pompilio con un regno di 32 anni.

## Leggenda
Tullo Ostilio, che abitava una domus sulla sommità della Velia, fu scelto dai senatori perché era un romano e perché suo nonno Osto Ostilio aveva combattuto con Romolo contro i Sabini. Dopo la morte di Numa Pompilio lo spirito di pace sembrò indebolirsi.
I suoi primi provvedimenti – suddividere le terre appartenute a Romolo tra i romani nullatenenti e permettere a chi, fra questi, non aveva neppure una casa, di costruirne una sul Celio – gli valsero l'appoggio delle classi più popolari.
Le sue guerre vittoriose con Alba Longa (distante 12 miglia da Roma), Fidene (18 miglia) e Veio (6 miglia) indicano le prime conquiste del territorio latino e il primo allargamento del dominio romano oltre le mura di Roma. Fu durante il suo regno che avvenne il combattimento fra Orazi e Curiazi, i rappresentanti di Roma e di Alba Longa. Si dice che morì colpito da un fulmine come punizione per il suo orgoglio.

### Regno (673 a.C. - 641 a.C.)

#### Politica militare
Floro di lui disse che istituì tutto quanto riguardava la disciplina militare e l'arte della guerra, tanto che, dopo aver formato i giovani romani, osò provocare gli Albani, popolo vicino e potente.

##### Distruzione di Alba Longa

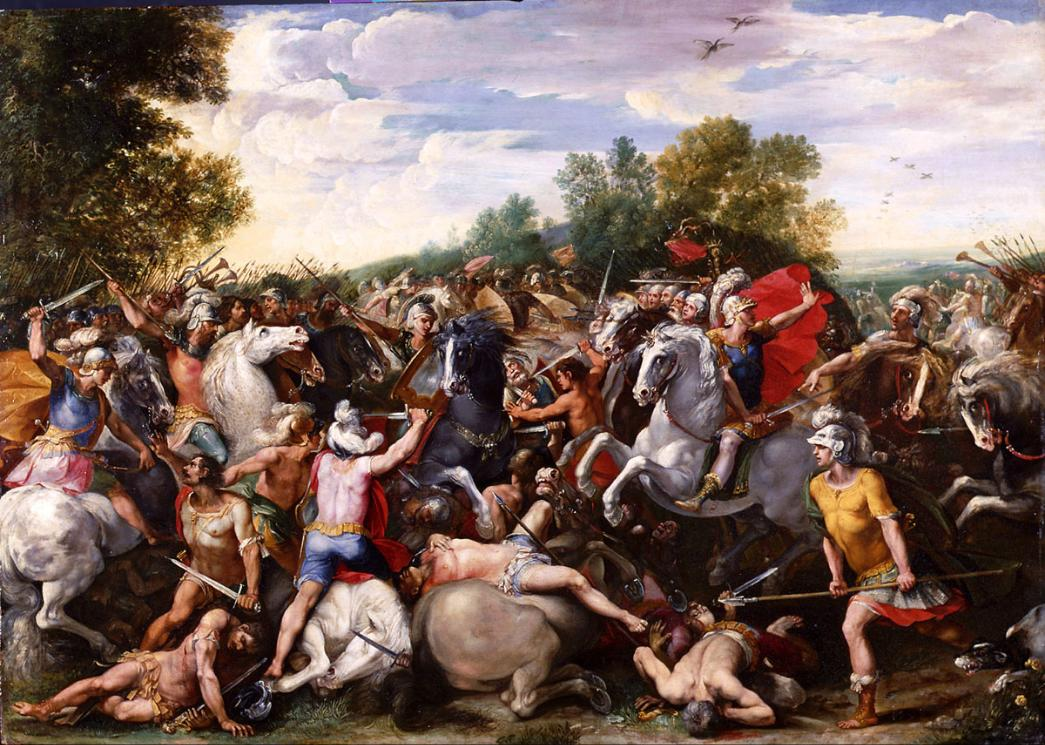
Tullo Ostilio combatte Veienti e Fidenati, ottenendone una memorabile vittoria, affresco di Cavalier d'Arpino

L'evento distintivo di questo regno fu la distruzione di Alba Longa, che può essere considerato come un fatto storico. Secondo la tradizione, i rapporti amichevoli fra i Romani e la popolazione di Alba Longa, situata sui colli vicino a Roma, si erano guastati ed erano sorte continue controversie. La risposta del re romano alle lamentele degli Albani fu che l'inizio della lite era stato opera loro. E poiché entrambi i popoli avevano eguale forza, e continuavano ad indebolirsi con frequenti combattimenti, per abbreviare la guerra si decise di risolvere la disputa con una sfida fra tre fratelli gemelli che rappresentassero da una parte i Romani (gli Orazi) e dall'altra gli Albani (i Curiazi).
(Floro, Epitoma de Tito Livio bellorum omnium annorum DCC, I, 3.4-6.)
Alba Longa fu sconfitta e assoggettata allo stato romano. Quando però si rifiutò di aiutare Roma in un successivo conflitto contro la città di Fidenae, addirittura schierandosi contro, Ostilio fece dilaniare il re degli Albani, Mezio Fufezio: 
(Floro, Epitoma de Tito Livio bellorum omnium annorum DCC, I, 3.8.)
Ma prima di distruggere la città, mai più ricostruita, ne trasferì tutte le ricchezze e ne deportò tutti gli abitanti sul Celio, ampliando così Roma.

##### Guerra contro i Fidenati, Sabini e Latini
Anche l'anno successivo a quello della distruzione di Alba, i Fidenati scesero in battaglia contro Roma, ma vennero ancora una volta sconfitti e i loro capi uccisi..
Tullo Ostilio si impegnò anche in una guerra contro i Sabini; fu durante il suo regno che fu costruita la Curia Hostilia, che divenne il luogo deputato alle riunioni dei senatori, che prima di allora si riunivano all'aperto, nell'area del Foro che in seguito sarebbe stata utilizzata per i Comizi.
Quindi i romani furono impegnati in 5 anni di combattimenti contro le città Latine, che si opponevano alla pretesa di Roma di governare sopra tutte queste, per aver sconfitto Alba. In effetti non si trattò che di schermaglie, e l'unico fatto davvero cruento fu la presa di Medullia, già colonia romana, ribellatasi a Roma..

### Morte e sepoltura
La leggenda dice che Tullo era così occupato in una guerra dopo un'altra che aveva trascurato ogni servizio verso le divinità. Una peste terribile si abbatté sui Romani. Anche Tullo ne fu colpito. Pregò Giove per avere il suo favore ed il suo aiuto. La risposta del dio fu un fulmine che venne giù dal cielo, bruciò il re e ridusse la sua domus in cenere, dopo trentadue anni di regno.
Ciò fu visto dai Romani come un'indicazione di scegliere meglio il nuovo re, un re che seguisse l'esempio pacifico di Numa Pompilio e scelsero Anco Marzio, il nipote di Numa Pompilio.
Dionigi d'Alicarnasso in Antichità romane invece ci racconta un'altra possibile morte di Tullo Ostilio; infatti ci dice che Anco Marzio, prima al servizio di Tullo Ostilio, anelasse diventare rex e con alcuni sicari fosse andato nella casa di Tullo Ostilio e l'avesse ucciso e poi avesse raccontato alla gente la storia del fulmine caduto nella Domus Hostilia, e in un primo tempo il popolo non gli credette. Ma sottolinea anche il fatto che la storiografia elogia Anco Marzio come buono e pacifico rex (in contrasto con la tradizione che lo vorrebbe assassino e assetato di potere per ottenere la posizione di rex), perciò ritiene possibile anche la caduta accidentale di un fulmine in casa di Tullo Ostilio..

## Architetture civili
È a Tullo Ostilio che tradizionalmente si fa riferire la costruzione della Curia Hostilia, il più antico luogo di riunione del Senato romano, costruito nel Comizio nell'area del Foro.

## Critica storica
Tullo Ostilio va considerato semplicemente come il duplicato di Romolo. Entrambi sono eletti fra i pastori, continuano la guerra contro Fidene e Veio, aumentano il numero dei cittadini, organizzano l'esercito e spariscono da terra in una tempesta. Poiché Romolo e Numa Pompilio rappresentano i Ramnes ed i Tities, così, per completare la lista dei quattro elementi tradizionali della nazione, Tullo è il rappresentante del Luceres ed Anco Marzio il fondatore della Plebe.
Il ricercatore russo Alexander Koptev ha ipotizzato che Tullo fosse figlio di Prima (figlia di Romolo) e di Proculo Giulio, quindi nipote del fondatore di Roma.